# 乔希·戴维斯
乔希·戴维斯（英語：Josh Davis，1972年9月1日—），美国男子游泳运动员。他曾代表美国参加1996年和2000年夏季奥林匹克运动会游泳比赛，获得三枚金牌和二枚银牌。

## 外部連結
- 乔希·戴维斯在国际奥林匹克委员会的资料